# 나가요역
나가요역(일본어: 長与駅)은 일본 나가사키현 니시소노기군 나가요정에 있는 규슈 여객철도 나가사키 본선의 역이다. 상대식 승강장 2면 2선의 구조를 지닌 지상역이다.

## 타는 곳
| 1 | ■ 나가사키 본선 | (상행) | 기키쓰 · 이사하야 · 사세보 방면 |
| 1 | ■ 나가사키 본선 | (하행) | 나가사키 방면                   |

## 이용 현황
| 연도     | 하루 평균 승차 인원 | 연도     | 하루 평균 승차 인원 |
| 2001년도 | 1,806               | 2006년도 | 1,880               |
| 2002년도 | 1,877               | 2007년도 | 1,880               |
| 2003년도 | 1,910               | 2008년도 | 1,873               |
| 2004년도 | 1,904               | 2009년도 | 1,845               |
| 2005년도 | 1,889               | 2010년도 | 1,865               |
| -------- | ------------------- | -------- | ------------------- |

## 역 주변
- 요시무타 공원
- 나가요 정청
- 나가요 뉴타운

## 인접 역
| 나가사키 본선        | 나가사키 본선 | 나가사키 본선      |
| -------------------- | ------------- | ------------------ |
| 혼카와치 기키쓰 방면 | 나가요 지선   | 고다 우라카미 방면 |